# Föra
Föra är en kyrkby i Föra socken, Borgholms kommun.
Byn har både bruksbebyggelse med bevarat originalvägmönster, samt modernare bebyggelse. I byn finns Föra kyrka och en biblioteksfilial samt butiker.
Prästen Martinus blev av misstag ihjälslagen i byn 1431. Över honom finns ett minneskors sydväst om Föra kyrka.

## Historiska källor
1. ↑  Föra i atlas med ortbeskrivning (Karl D.P. Rosén) i Projekt Runeberg